# (332706) Karlheidlas
(332706) Karlheidlas ist ein Asteroid des Hauptgürtels, der am 13. September 2009 mit dem 1-Meter Teleskop der Optical Ground Station (OGS) des Teide-Observatoriums an der Europäischen Nordsternwarte auf Teneriffa von Rainer Kresken und Matthias Busch entdeckt wurde.
Der Asteroid bewegt sich mit ungefähr 20 km/s in einem Abstand von 1,8 bis 2,6 astronomischen Einheiten innerhalb von ungefähr 3,3 Jahren einmal um die Sonne. Dabei ist seine Bahn 4,8° gegen die Ekliptik geneigt, die Bahnexzentrizität beträgt 0,16. Ausgehend von der absoluten Helligkeit des Asteroiden und unter der Annahme, dass es sich um einen typischen Hauptgürtelasteroiden handelt, liegt sein mittlerer Durchmesser bei ungefähr einem Kilometer.
Die erste unbestätigte Sichtung fand bereits im Jahr 1996 im Rahmen des NEAT-Programms mit dem Ground-based Electro-Optical Deep Space Surveillance (GEODSS) Teleskop auf dem Vulkan Haleakalā auf Maui statt. Erst acht Jahre später konnte der Asteroid erneut auf Maui am AMOS beobachtet werden. Bis ins Jahr 2007 folgten noch vier weitere unbestätigte Sichtungen sowohl in Arizona am Steward Observatory (Kitt-Peak Spacewatch und Mount Lemmon Survey) als auch in New Mexico am Lincoln Laboratory ETS.
Seit 2009 nutzen Rainer Kresken und Matthias Busch, beides Mitglieder der Starkenburg-Sternwarte in Heppenheim, die Leerlaufzeiten des 1-Meter Teleskops der OGS, das eigentlich zur Beobachtung von Weltraumschrott und für Tests zur Laserkommunikation mit Satelliten bestimmt ist, um den Himmel nach Asteroiden abzusuchen. Sie entdeckten (332706) Karlheidlas dabei schon während der ersten Beobachtungsphase im September 2009. Inzwischen wertet ein Team von mehr als 40 Freiwilligen unter dem Namen TOTAS (Teide Observatory Tenerife Asteroid Survey) die Aufnahmen der einzelnen Beobachtungsnächte aus.
Am 16. Januar 2014 benannte die IAU den Asteroiden offiziell nach dem deutschen Chemiker und Amateurastronomen Karl Heidlas (* 1932), der mehr als 20 Jahre der Volkssternwarte Aachen vorstand und sich besonders um ihren Wiederaufbau und Erhalt verdient gemacht hat.